# Celine Sivertsen
Celine Sivertsen (* 20. April 1994 in Bergen, Norwegen) ist eine norwegische Handballspielerin, die für den französischen Erstligisten Jeanne d’Arc Dijon Handball aufläuft.

## Karriere

### Im Verein
Sivertsen begann das Handballspielen im Alter von zehn Jahren. Anfangs spielte sie bei Bjarg und wechselte im Jahr 2005 in die Jugendabteilung von Fana IL. Nachdem die Linkshänderin 15 Jahre alt geworden war, erhielt sie Spielanteile in der Damenmannschaft, die in der dritthöchsten norwegischen Spielklasse antrat. Mit Fana stieg sie im Jahr 2012 in die nächsthöhere Spielklasse auf. Eine Kooperationsvereinbarung erlaubte ihr in der Saison 2011/12 zusätzlich im Jugendbereich von Tertnes IL aufzulaufen, mit dem sie die Silbermedaille bei der Norgesmesterkap gewann.
Sivertsen wechselte im Jahr 2014 in die Erstligamannschaft von Tertnes, mit dem sie einmal das Pokalfinale erreichte. Sivertsen stand zwischen 2018 und 2020 beim dänischen Erstligisten Randers HK unter Vertrag, für den sie 97 Tore in 48 Erstligaspielen warf. Seit der Saison 2020/21 steht sie beim französischen Erstligisten Jeanne d’Arc Dijon Handball unter Vertrag. In Dijon wird die Rückraumspielerin in der Regel nur im Angriff eingesetzt.

### In Auswahlmannschaften
Sivertsen bestritt am 26. April 2011 ihr Debüt für die norwegische Juniorinnennationalmannschaft gegen die russische Auswahl. Zwei Tage später lief sie zum zweiten und letzten Mal für Norwegen auf und erzielte gegen die Niederlande ihre einzigen beiden Tore für die Juniorinnenauswahl.